# والاکونگه
والاکونگه (به صربی: Valakonje) یک منطقهٔ مسکونی در صربستان است که در Boljevac واقع شده‌است. والاکونگه ۱٬۳۷۸ نفر جمعیت دارد.